# 注射器
注射器（ちゅうしゃき、英: Syringe）は、液体や気体を注入あるいは吸引するために用いられる器具。注射器によって生物に薬剤を注入する行為を注射と呼ぶ。

## 構成
一般的な注射器の本体は注射筒（外筒、シリンジ）と注射桿（押子、吸子、プランジャ）からなり、これに注射針（針基を含む）を付けたもので構成される。
注射筒の材質は一般的にガラス製または樹脂製（プラスチック）である。樹脂製の場合は気密性を持たせるため注射桿（プランジャ）の先端にゴム製のガスケットが付いており、潤滑剤としてシリコンオイルを用いたものもある。
注射筒の穴には筒の中央にある形式（中口）と筒の端にある形式（横口）がある。また注射筒の先端には、針を差し込むだけのルアーチップ式、針を固定できるルアーロック式、カテーテルチップ型がある。注射針があらかじめ結合された注射筒を針付き注射筒という。針刺し事故防止機構付きの注射器や、一時的で短時間の点滴静脈注射向けの翼状注射針、針なし注射器など、用途によって形態は様々である。注射針と注射筒は、差し込んで接続して使うタイプと、一体成型で製造されているタイプがある。

## 歴史

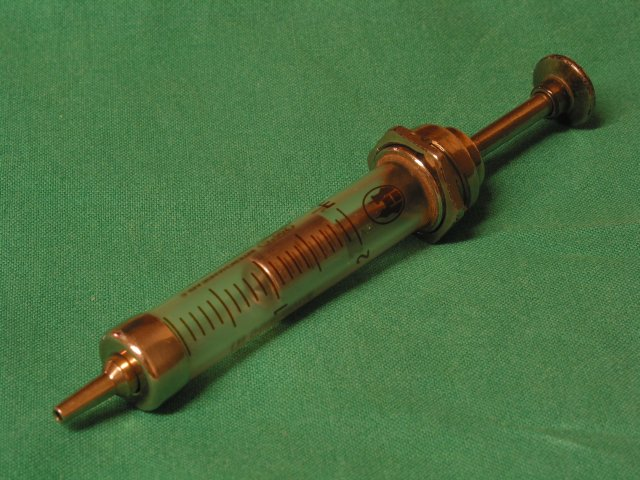
古い時代の注射器

皮下注射器の開発期は1850年から1910年にかけてで、フランス、イギリス、ドイツを中心に各地の医療器具の工房が臨床医師と連携して多様な形式の皮下注射器を開発して製造販売していた。
ヨーロッパの古い医療では下剤、浣腸、瀉血が多く適用されており、フランスの整形外科医シャルル・プラバ（Charles Gabriel Pravaz, 1791-1853）は静脈瘤に薬物を注入するため浣腸器の形状を参考に1852年に銀製の注射器を製作した（プラバの製作した注射器は後部がピストン式ではなくネジ式）。しかしプラバの使用した注射器はトロカール・カニューレ式と呼ばれるもので、現代の皮下注射器の祖型とはいえないとされている。のちにフランスやドイツではプラヴァーズ式（日本では「プラワッツ氏注射器」）と呼ばれる型式が使用されるようになったが、これはパリの医療器具製作業者シャリエールが開発したもので、押子はネジを刻んだ回転式であるが先端の針は斜端に穴を開けた金属針になっている。

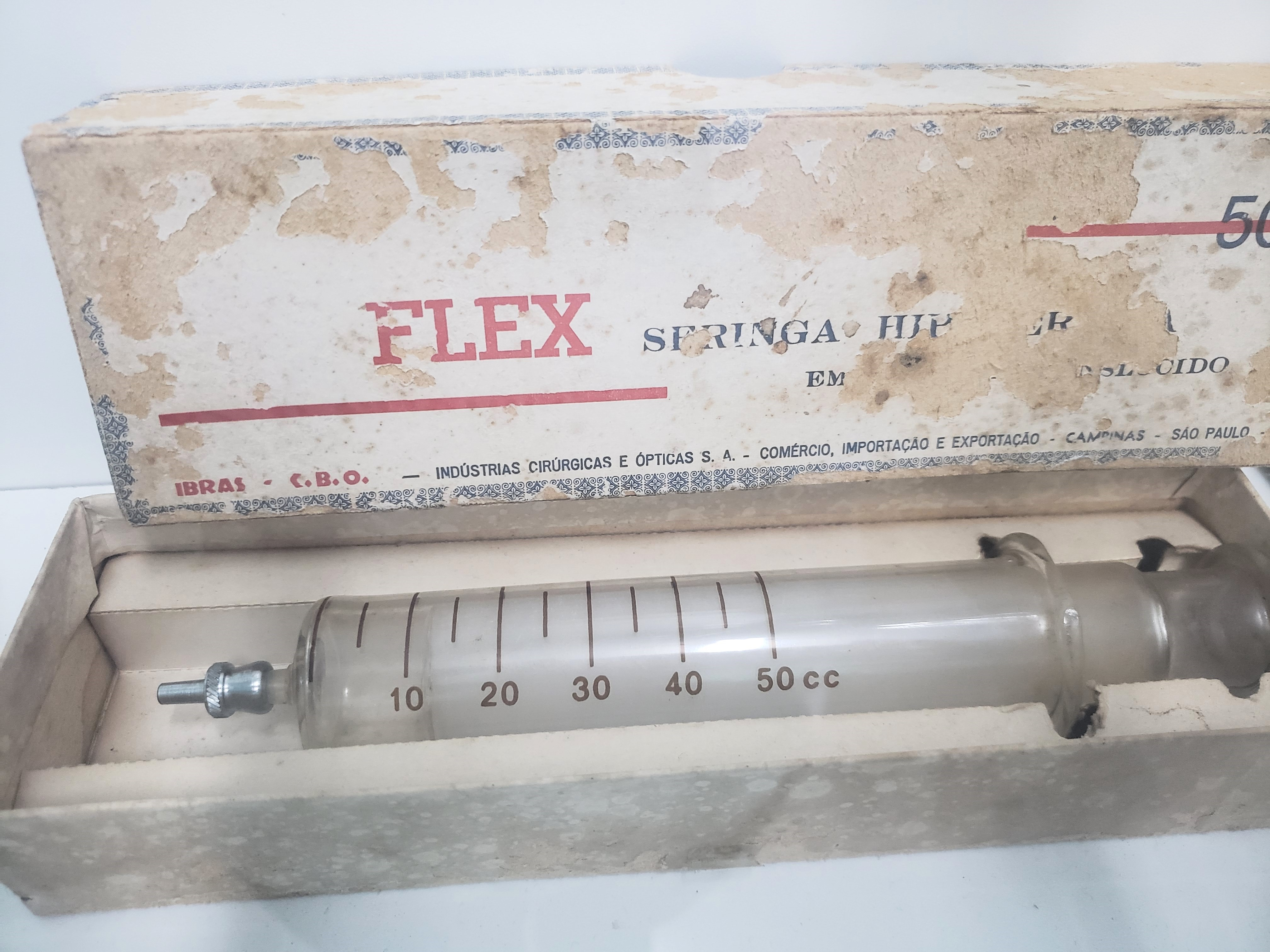

注射器による皮下注射は1853年にスコットランドのアレクサンダー・ウッドが、神経痛患者に鎮痛剤を注射したのが最初と言われている。
1860年代にはシャリエールのもとで修業したドイツ出身のルエル（Georg Wilhelm Amatus Lüer (Lueer, Luër), 1802-1883）が、多くの型式の注射器を創案し、フランスやドイツを中心に利用されるようになった。なお、日本でいう「ルエル（ルアー、リュエル）氏型」はベクトン・ディキンソン社（米国）の総硝子製注射器を指した場合もある。
1952年には、アメリカ合衆国でプラスチック製の使い捨て（ディスポーサブル）注射器が作られた。注射器の大手メーカーとしても知られるテルモは、特殊な注射針であるナノパス33の開発を行い、これの製造販売元であった。また岡野工業はナノパス33の金型成型工程を開発したことで知られている。
ディスポーサブル注射器の滅菌処理は、酸化エチレンガスにより行われてきたが、日本では1970年に国立衛生試験所の検査で滅菌が不十分なものが見つかったため、放射線による滅菌も認められるようになった。

## 種類・用途

### 医療用
円筒形の筒（シリンジ）と、可動式の押子（プランジャ）を有する構造の注射筒が多く用いられる。針もプラスチック製の注射器も開発されている。ガラス製を除き、押子の先端部分はガスケット等で気密性を保つようになっている。一般にシリコーン油が潤滑油として用いられている。
ガラス製の注射筒は用時滅菌して繰り返し使用される。目盛がはっきり見えるように押子に着色ガラスが用いられていたものがある。これに対しプラスチック製注射筒は滅菌して個別包装され、使用後は破棄される。プラスチック製注射筒は加熱殺菌できないため、エチレンオキサイドガス滅菌や放射線（γ線）滅菌が使用される。
予防接種 などには、注射針を使わない「ハイジェッター」（圧縮空気により薬剤を注入する装置である（ジェット・インジェクター））が用いられることがある。その形状から鉄砲注射（ピストル注射）と呼ばれる。日本では1970年代に小・中学校の予防接種で用いられたが、神経線維の損傷が多発したことから1987年8月に厚生省の撤収勧告、1994年に廃止と使用が取りやめられた。またC型肝炎など感染症への対策が不十分との指摘もある。
2011年10月、アメリカ食品医薬品局(FDA)もインフルエンザワクチン投与に際しハイジェッター装置を使わないよう勧告している。2014年5月、新たに開発された無針ジェット式注射器「Stratis」によるインフルエンザワクチン接種の報告があり、有針注射器と比べてワクチン効果、副反応、有害事象に差が無いことが示された。なお、2001年以降、糖尿病患者向けに新たに国産の無針注射器が販売され利用されている。
注射は医療従事者が行うことが基本であるが、慢性疾患、緊急処置が想定される場合に備えた、自己注射型の注射器が存在する。
- 糖尿病患者が用いるインスリン自己注射器のなかは、内容物を保持する構造を持たず、針の先端に注入する薬剤を塗布しておき、対象物に押し付けることで注射するものもある。普段は注射針が内蔵されており、ボタン操作などで注射針が射出される構造の注射器も用いられる。糖尿病患者は日常的に自己注射を繰り返し、継続的に肉体的な苦痛を余儀なくされるが、注射針の先端部を細くし針刺し時の痛みをほぼなくした注射針（ナノパス33）が日本で開発され、流通している[13]。この注射針は、2005年度のグッドデザイン賞を受賞した[14]。
- 蜂のアナフィラキシーショック症状に対処するアドレナリンの注射器エピペンは、内容物を保持する構造を持っている自己注射器である。注射筒を押し当てるとスプリングで針が使用者の体内に刺さる構造となっており、同時に薬液が注入される（詳細は「エピペン」の項を参照）。アメリカ合衆国では軍用として携行型のPAM（化学兵器の解毒剤として）の注射器としても用いられる。
- 軍隊用の救急医療キットには、一回の投与分を封入した注射針付きの注射器が採用されている。負傷者自身が使用する事を考慮し、片手で扱えるように、外筒と押子からなる形ではなく、軟質プラスティック製の薬嚢に直接注射針が取りつけられ、薬嚢を絞る事で薬剤を注入する。

注射器の先端に接続する注射針は、ステンレス（ISO9626適合品等）が一般的であるが、近年では痛みが少ないとされるプラスチック製の製品も開発されている。
医療用には、安全性確保の観点から、使い捨ての注射器が用いられている。他方で、大量の医療廃棄物が発生する原因にもなっている。
使用に関して、厚生労働省から安全対策上の通知が出されることがある。例として、針基のカラーコードの統一を図るものがあり、また注射筒型の医薬品注入器の使用に関するものなどがある。

### 実験用
物理実験などで、液体や気体の注入、体積の測定、簡単な加圧などに用いられる。
有機化学では、無水実験や不活性ガス（窒素やアルゴン）条件で行う実験の際に用いることがある。その場合、有機溶剤で注射器が溶けてしまわぬようガラス製になっていることが多い。

## 注射針
注射針は、注射器先端の筒先に取り付けて使用される。樹脂製の針基（はりもと）と針管からなり、針管先端の針先は鋭角12度、18度となっている。

### 注射針の規格（カラーコード）
医療用の注射針（滅菌済み注射針、末梢血管用滅菌済み留置針、気道用吸引カテーテル等）は2007年（平成19年）4月1日から、統一されたカラーコード製品へ移行した。同時にカテーテルの外径に係るカラーコードの統一化も図られた。同年10月1日以降は、統一カラーコード製品以外の色を用いた注射針等は製造販売できない。
1. 注射針、輸液セット、輸血セット、採血用針、翼付針、血液透析用留置針 に適用。

| 針外径 | 針外径       | 色            |
| mm     | G （ゲージ） | 色            |
| ------ | ------------ | ------------- |
| 0.3    |              | yellow        |
| 0.33   | 29           | red           |
| 0.36   |              | blue-green    |
| 0.4    | 27           | medium grey   |
| 0.45   | 26           | brown         |
| 0.5    | 25           | orange        |
| 0.55   | 24           | medium purple |
| 0.6    | 23           | deep blue     |
| 0.7    | 22           | black         |
| 0.8    | 21           | deep green    |
| 0.9    | 20           | yellow        |
| 1.1    | 19           | cream         |
| 1.2    | 18           | pink          |
| 1.4    | 17           | red-violet    |
| 1.6    | 16           | white         |
| 1.8    | 15           | blue-grey     |
| 2.1    | 14           | pale green    |
| 2.4    |              | purple        |
| 2.7    |              | pale blue     |
| 3      |              | green-yellow  |
| 3.4    |              | olive brown   |

### 無針注射器（針なし注射器）
無針注射器（針なし注射器）も開発されている。
1970年代にはBCGなどの予防接種に使われたこともあるが、神経を傷つける危険性が高いなどの問題があり使われなくなった。
その後、技術が進み、米国では2014年8月15日にファーマジェット社の注射器「PharmaJet Stratis Needle-free Injection System」が承認されている。日本では芝浦工業大学が針なし注射器の研究開発を進めている。